# Предео изузетних одлика Кањишки јараши
Предео изузетних одлика Кањишки јараши је заштићено подручје за које је 2017. године Министарство заштите животне средине на основу члана 42. став 8. Закона о заштити природе („Службени гласник РС”, бр. 36/09, 88/10, 91/10-исправка, 14/16) спровело поступак покретања заштите природног подручја II категорије, и које га је 2023. прогласио за предео изузетних одлика. Предео изузетних одлика Кањишки јараши се налази на десној обали реке Тисе, смештено на крајњем северу Војводине, у североисточном делу Бачке.

## Историјат
Покрајински завод за заштиту природе доставио је 20. новембра 2017. године Студију заштите Предела изузетних одлика Кањишки јараши Покрајинском секретаријату за урбанизам и заштиту животне средине, као надлежном органу. Године 2023. простор је проглашен као заштићено подручје од покрајинског значаја, односно II категорије, као предео изузетних одлика под називом Предео изузетних одлика Кањишки јараши у складу са одредбама ове покрајинске скупштинске одлуке.

## Простор
Простор заштићеног подручја који је проглашен као Предео изузетних одлика Кањишки јараши је највећи очувани комплекс слатинских пашњака на десној обали Тисе, смештено на крајњем северу Војводине, у североисточном делу Бачке, на територији општине Кањижа, окружено насељима Трешњевац, Велебит, Мале Пијаце, Мали Песак, Кањижа и Зимоњић.

## Категорија заштићеног подручја
Према Правилнику о критеријумима вредновања и поступку категоризације заштићених подручја („Службени гласник РС”, број 97/15) Предео изузетних одлика Кањишки јараши сврстава се у II категорију – покрајинског/регионалног, односно великог значаја.

## Целине и власништво
Предео изузетних одлика Кањишки јараши заузима површину од 3.472,17 ha, на којој се успостављају режими заштите II и III степена и обухваћено је заштитном зоном површине 5.418 ha. Под режимом заштите II степена је 1.523,02 хектара, док се под режимом заштите III степена налази 1.949,15 хектара. Према структури површина катастарских општина по власништву, на овом простору у државној својини је 86%, у приватној 7% површина, а остало је други облици својине.
Режим заштите II степена обухвата три природне субјединице и целине:
- Мартоношки пашњак
  - Пипиц салаш
  - Језеро Кираљ
  - Салаи салаш
  - Фараго салаш
- Сточни пашњак
  - Слатине код Малих Пијаца - источна целина
  - Слатине код Малих Пијаца - западна целина
  - Горњи Кирешки пашњак
  - Чудотворни бунар
  - Доњи Кирешки пашњак - источна целина
  - Доњи Кирешки пашњак - западна целина
  - Грбави рукав
  - Горњи Богарзо
  - Доњи Богарзо
  - Капетанска слатина
  - Капетанска гороцветна ливада
  - Велебитски пашњак
  - Жути канал
  - Бибицеш
  - Велика жила - север
  - Велика жила - југ
  - Метиљ бара
  - Велика слатина
- Слатине код Трешњевца
  - Слане баре код Трешњевца

## Станишта заштићених врста
На овом подручју налазе се станишта заштићених и строго заштићених врста и за заштиту приоритетни типови станишта, делови међународно значајног подручја за биљке, као и међународно и национално значајно подручје за птице (RS002IBA) које према Уредби о еколошкој мрежи („Службени гласник РС”, број 102/10) припада eколошки значајном подручју Републике Србије под редним бр. 1 – „Суботичка језера и пустаре”. Предео припада подручјима са највећим бројем птица у Србији. Забележено је око 235 врста птица, од којих су 203 врсте строго заштићене.

## Део целине
Са заштићеним подручјима који се налазе на територији Града Суботице и Општине Кањижа (са којима управља ЈП Палић-Лудаш), Предео изузетних одлика Кањишки јараши чини функционалну целину.